# Вонгровешки окръг
Вонгровешки окръг (на полски: Powiat wągrowiecki) е окръг в Централна Полша, Великополско войводство. Заема площ от 1039,65 км2. Административен център е град Вонгровец.

## География
Окръгът се намира в историческия регион Великополша. Разположен е в северната част на войводството.

## Население
Населението на окръга възлиза на 69 579 души (2012 г.). Гъстотата е 67 души/км2.

## Административно деление
Административно окръгът е разделен на 7 общини.
Градска община:
- Община Вонгровец

Градско-селски общини:
- Община Голанч
- Община Скоки

Селски общини:
- Община Вапно
- Община Вонгровец
- Община Дамаславек
- Община Мешчиско

## Фотогалерия
- Вонгровец
- Голанч
- Скоки